# Jerry Adder
Jerry Adder (født 1958 i København) er en autodidakt dansk maler og billedhugger. Hans oprindelige navn er Allan Justesen. 
Jerry Adder er medlem af Dansk Billedhuggersamfund og er bosat i Skuldelev i Skibby.

## Arbejdsområde
Jerry Adder arbejder hovedsageligt med skulpturer i marmor og bronze, oliemaleri, tegning og akryl.

### Udstillinger
Her følger et udvalg af diverse separat- og gruppeudstillinger samt udsmykninger.
- Carlsberg kunstforening 1988
- Huset i Magstræde 1994
- Frederiksberg kommune, Møstingshus 1996
- Dyssegården Skovlunde 1997
- Gammelgård Herlev 1997
- Birkerød præstegård 1999
- Sophienholm 1999
- Det Fynske Kunstakademi´s udstillingsrum 2001
- Skovlundegård Skovlunde 2001
- Palæfløjen Roskilde "Krop og rum" 2002
- Kongens Have skulpturbienale 1998, 2000, 2002, 2004
- Kongsparken Malmø skulpturbienale 2000
- Rundetårn 100 års jubilæumsudstilling Dansk Billedhuggersamfund 2005
- Madsnedøfortet "Renæsance og nutid" 2006
- Udsmykning på Holmen 1995, det sociale topmøde, siden flyttet til skolen Over Broen i Skibby Kommune
- Roskilde Festival 1996 og 1998

### Salg
Han har solgt nogle værker til blandt andre Skibby Kommune. Herunder marmorskulpturen Kvinde ved tidens ende opstillet på plejehjemmet Nordhøj i Skibby Kommune samt en bronzeskulptur til Skibby Kino´s nye glastårn opsat i oktober 2006. Endvidere har han solgt til private.

## Hjemmesider
jerryadder.dk
jerryadder.com Arkiveret 31. marts 2022 hos  Wayback Machine